# Rífská válka

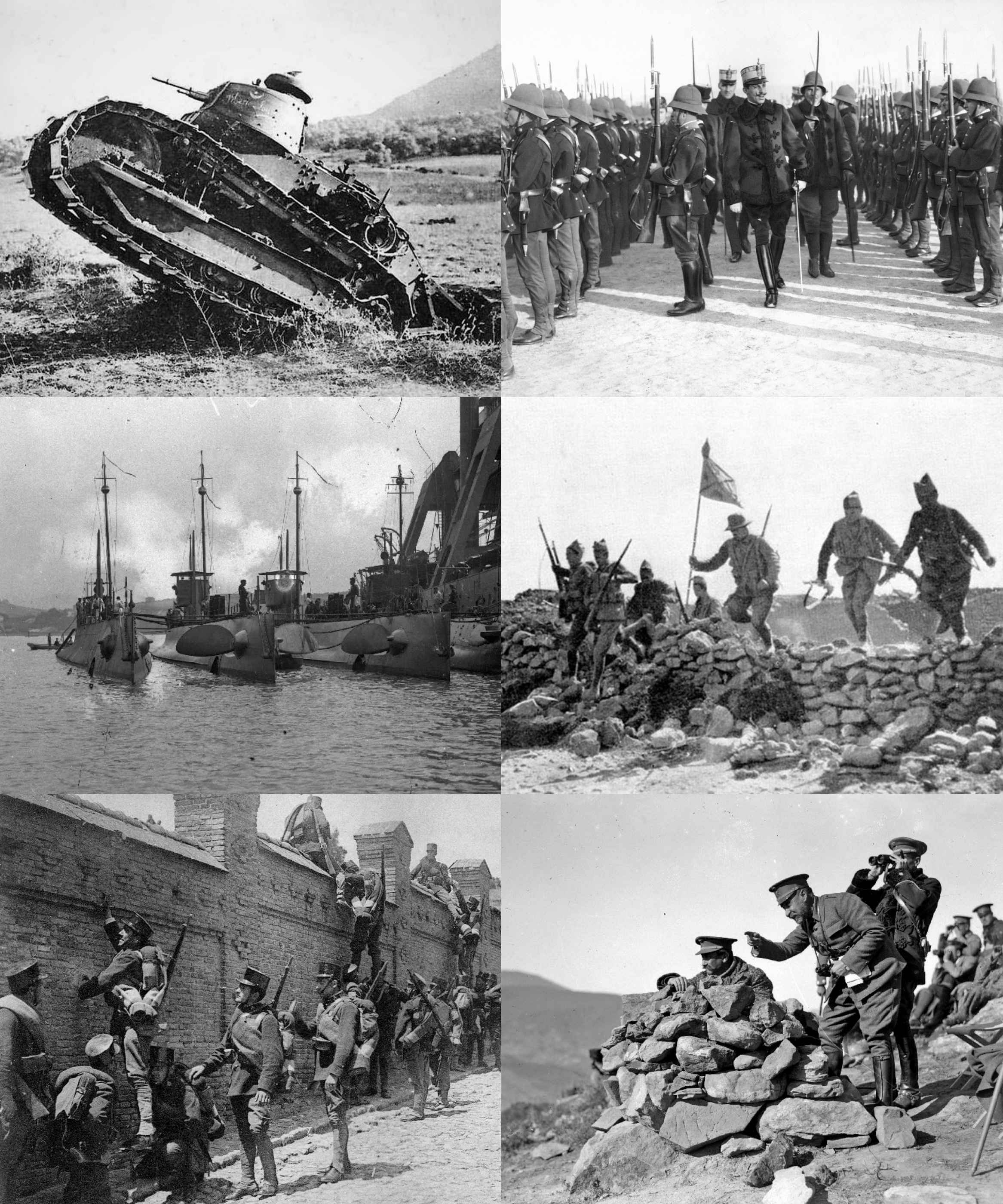
Rífská válka
Vlevo nahoře: Španělský Renault FT uvízlý v kráteru po ostřelování
Vpravo nahoře: Alfonso XIII. na přehlídce vojáků v roce 1921
Vlevo uprostřed: Španělské ponorky třídy B
Vpravo uprostřed: Útok pěchoty Španělské legie
Vlevo dole: Vojáci překonávají obrannou zeď
Vpravo dole: Španělští generálové pozorují boje v masivu Gurugú

Rífská válka mezi koloniální mocností Španělskem (později se připojila Francie) a berberskými kmeny hornaté oblasti Maroka v Rífu probíhala v letech 1920 až 1927. Berbeři, které vedl Muhammad ibn Abd el-Karím, zpočátku způsobili španělským silám několik porážek pomocí partyzánské taktiky a ukořistili evropské zbraně. Po francouzském vojenském zásahu a velkém vylodění španělských jednotek v Al Hoseimě, považovaném za první vylodění v historii, které zahrnovalo použití tanků a letadel, se Abd el-Karím vzdal Francii a byl vykázán do exilu. Dalším prvenstvím války bylo shazování otravných látek z letadel na civilní obyvatelstvo měst, jež praktikovali Španělé.
V roce 1909 rífské kmeny začaly napadat španělské dělníky železných dolů v pohoří Ríf poblíž Melilly, což vedlo k zásahu španělské armády. Vojenské operace v Jebale na západě Maroka začaly vyloděním Španělů v roce 1911. Do roku 1914 Španělsko pacifikovalo velkou část nejvíce násilných oblastí a pomalý proces konsolidace hranic pak kvůli první světové válce trval až do roku 1919.
Následující rok, po podepsání dohody z Fezu, byla severní část Maroka vyhlášena španělským protektorátem. Rífští domorodci kladli Španělům tuhý odpor, což rozpoutalo několikaletý konflikt. V roce 1921 španělské jednotky utrpěly katastrofální porážku u Anvalu a povstání vedené rífským vůdcem Abd el-Karímem úspěšně postupovalo. Španělé se stáhli na několik opevněných pozic, zatímco Abd el-Karím vyhlásil nezávislý stát, Rífskou republiku. Trvání konfliktu se shodovalo s diktaturou Prima de Rivery ve Španělsku, který převzal velení nad tažením v letech 1924 až 1927. Kromě toho v roce 1925 do konfliktu zasáhli Francouzi a navázali spolupráci se Španělskem. Ta vyvrcholila vyloděním v Al Hoseimě, jež se ukázalo jako bod obratu. Roku byla 1926 oblast pacifikována; Abd-el-Karím se vzdal v červenci 1927 a Španělsko znovu získalo dříve ztracené území.
Ve válečných operacích bojovali na španělské straně mnozí představitelé pozdějšího národně-konzervativního vojenského povstání v roce 1936 – José Sanjurjo, Emilio Mola, Francisco Franco, Juan Yagüe, José Millán-Astray či Alfredo Kindelán.
Rífská válka je mezi historiky stále považována za kontroverzní. Někteří v ní vidí předzvěst dekolonizačního procesu v severní Africe. Jiní ji považují za jednu z posledních koloniálních válek, protože to bylo rozhodnutí Španělů dobýt Ríf – nominálně součást jejich marockého protektorátu, ale fakticky nezávislý – jež katalyzovalo vstup Francie do války v roce 1924. Válka zanechala hlubokou stopu jak ve Španělsku, tak v Maroku. Povstání dvacátých let může být interpretováno jako předchůdce alžírské války za nezávislost, která proběhla o tři dekády později.